# Боксберг (Верхняя Лужица)
Бо́ксберг или Га́мор (нем. Boxberg/O.L., в.-луж. Hamor) — коммуна в Германии, в земле Саксония. Подчиняется административному округу Дрезден. Входит в состав района Гёрлиц. Занимает площадь 217,02 км².
Входит в состав культурно-территориальной автономии «Лужицкая поселенческая область», на территории которой действуют законодательные акты земель Саксонии и Бранденбурга, содействующие сохранению лужицких языков и культуры лужичан. Официальным языком в населённом пункте, помимо немецкого, является лужицкий.

## Сельские округа
Коммуна подразделяется на 18 сельских округов.
- Бервальде (Bjerwałd)
- Боксберг (Hamor)
- Дрена (Tranje)
- Дюррбах (Dyrbach)
- Кашель (Košla)
- Клайн-Радиш (Radšowk)
- Клайн-Эльза (Wolešnica)
- Клиттен (Klětno)
- Крингельсдорф (Krynhelecy)
- Мёнау (Manjow)
- Нохтен (Wochozy)
- Райхвальде (Rychwałd)
- Рауден (Rudej)
- Шпрай (Sprjowje)
- Тауэр (Turjo)
- Уист (Delni Wujězd)
- Цимпель (Cympl)
- Ямен (Jamno)

## Население
| Год  | Численность | Численность |
| ---- | ----------- | ----------- |
| 2017 | 4482        | [ 1 ]       |
| 2019 | 4425        | [ 6 ]       |
| 2021 | 4281        | [ 7 ]       |
| 2022 | 4282        | [ 8 ]       |
| 2023 | 4386        | [ 2 ]       |